# Atuheire Kipson
Atuheire Kipson (Kampala, 8 agosto 1993) è un calciatore ugandese naturalizzato ruandese, attaccante del Life.

## Statistiche

### Presenze e reti nei club
| Stagione         | Squadra          | Campionato       | Campionato | Campionato | Coppe nazionali | Coppe nazionali | Coppe nazionali | Coppe continentali | Coppe continentali | Coppe continentali | Altre coppe | Altre coppe | Altre coppe | Totale | Totale |
| Stagione         | Squadra          | Comp             | Pres       | Reti       | Comp            | Pres            | Reti            | Comp               | Pres               | Reti               | Comp        | Pres        | Reti        | Pres   | Reti   |
| ---------------- | ---------------- | ---------------- | ---------- | ---------- | --------------- | --------------- | --------------- | ------------------ | ------------------ | ------------------ | ----------- | ----------- | ----------- | ------ | ------ |
| 2017             | Nagaworld        | CL               | 23         | 28         | HSC             | -               | -               | -                  | -                  | -                  | -           | -           | -           | 23     | 28     |
| 2018             | UKM              | PL               | 11         | 5          | -               | -               | -               | -                  | -                  | -                  | -           | -           | -           | 11     | 5      |
| 2019             | Nagaworld        | CL               | 25         | 22         | HSC             | -               | -               | AFC Cup            | 6                  | 2                  | -           | -           | -           | 31     | 24     |
| 2020             | Nagaworld        | CL               | 0          | 0          | HSC             | 0               | 0               | -                  | -                  | -                  | -           | -           | -           | 0      | 0      |
| Totale Nagaworld | Totale Nagaworld | Totale Nagaworld | 48         | 50         |                 | -               | -               | -                  | 6                  | 2                  | -           | -           | -           | 55     | 52     |
| gen.-giu.2020    | Gokulam Kerala   | IL               | 5          | 0          | SC              | -               | -               | -                  | -                  | -                  | -           | -           | -           | 5      | 0      |
| Totale carriera  | Totale carriera  | Totale carriera  | 64         | 55         |                 | -               | -               |                    | 6                  | 2                  | -           | -           | -           | 71     | 57     |

### Cronologia presenze e reti in nazionale
| Cronologia completa delle presenze e delle reti in nazionale ― Ruanda | Cronologia completa delle presenze e delle reti in nazionale ― Ruanda | Cronologia completa delle presenze e delle reti in nazionale ― Ruanda | Cronologia completa delle presenze e delle reti in nazionale ― Ruanda | Cronologia completa delle presenze e delle reti in nazionale ― Ruanda | Cronologia completa delle presenze e delle reti in nazionale ― Ruanda | Cronologia completa delle presenze e delle reti in nazionale ― Ruanda | Cronologia completa delle presenze e delle reti in nazionale ― Ruanda |
| Data                                                                  | Città                                                                 | In casa                                                               | Risultato                                                             | Ospiti                                                                | Competizione                                                          | Reti                                                                  | Note                                                                  |
| --------------------------------------------------------------------- | --------------------------------------------------------------------- | --------------------------------------------------------------------- | --------------------------------------------------------------------- | --------------------------------------------------------------------- | --------------------------------------------------------------------- | --------------------------------------------------------------------- | --------------------------------------------------------------------- |
| 9-10-2010                                                             | Kigali                                                                | Ruanda                                                                | 0 – 3                                                                 | Benin                                                                 | Qual. Coppa d'Africa 2012                                             | -                                                                     | 46’                                                                   |
| 17-11-2010                                                            | Blantyre                                                              | Malawi                                                                | 2 – 1                                                                 | Ruanda                                                                | Amichevole                                                            | -                                                                     | Uscita                                                                |
| 1-12-2010                                                             | Dar-es-Salaam                                                         | Sudan                                                                 | 0 – 0                                                                 | Ruanda                                                                | Cecefa Cup 2010                                                       | -                                                                     | 85’                                                                   |
| 3-12-2010                                                             | Dar-es-Salaam                                                         | Zanzibar                                                              | 0 – 0                                                                 | Ruanda                                                                | Cecefa Cup 2010                                                       | -                                                                     | 62’                                                                   |
| 5-12-2010                                                             | Dar-es-Salaam                                                         | Tanzania                                                              | 1 – 0                                                                 | Ruanda                                                                | Cecefa Cup 2010                                                       | -                                                                     | Uscita                                                                |
| Totale                                                                |                                                                       | Presenze                                                              | 5                                                                     |                                                                       | Reti                                                                  | 0                                                                     |                                                                       |

## Palmarès

### Club

#### Competizioni nazionali
- Kakungulu Cup: 2

Villa: 2009
U.R.A.: 2012
- Campionato ruandese: 3

APR: 2010, 2011, 2012

#### Competizioni internazionali
- Coppa Kagame Inter-Club: 1

APR: 2010